# Hipparchia fatua
Hipparchia fatua är en fjärilsart som beskrevs av Freyer 1843. Hipparchia fatua ingår i släktet Hipparchia och familjen praktfjärilar. Inga underarter finns listade i Catalogue of Life.

## Bildgalleri

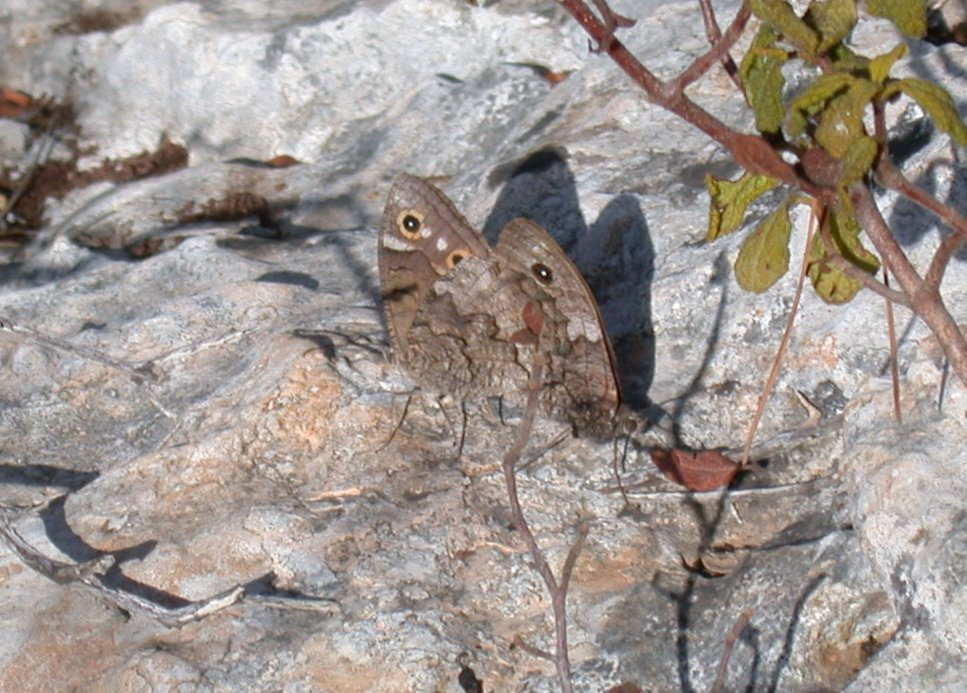